# Tabakëve-Moschee

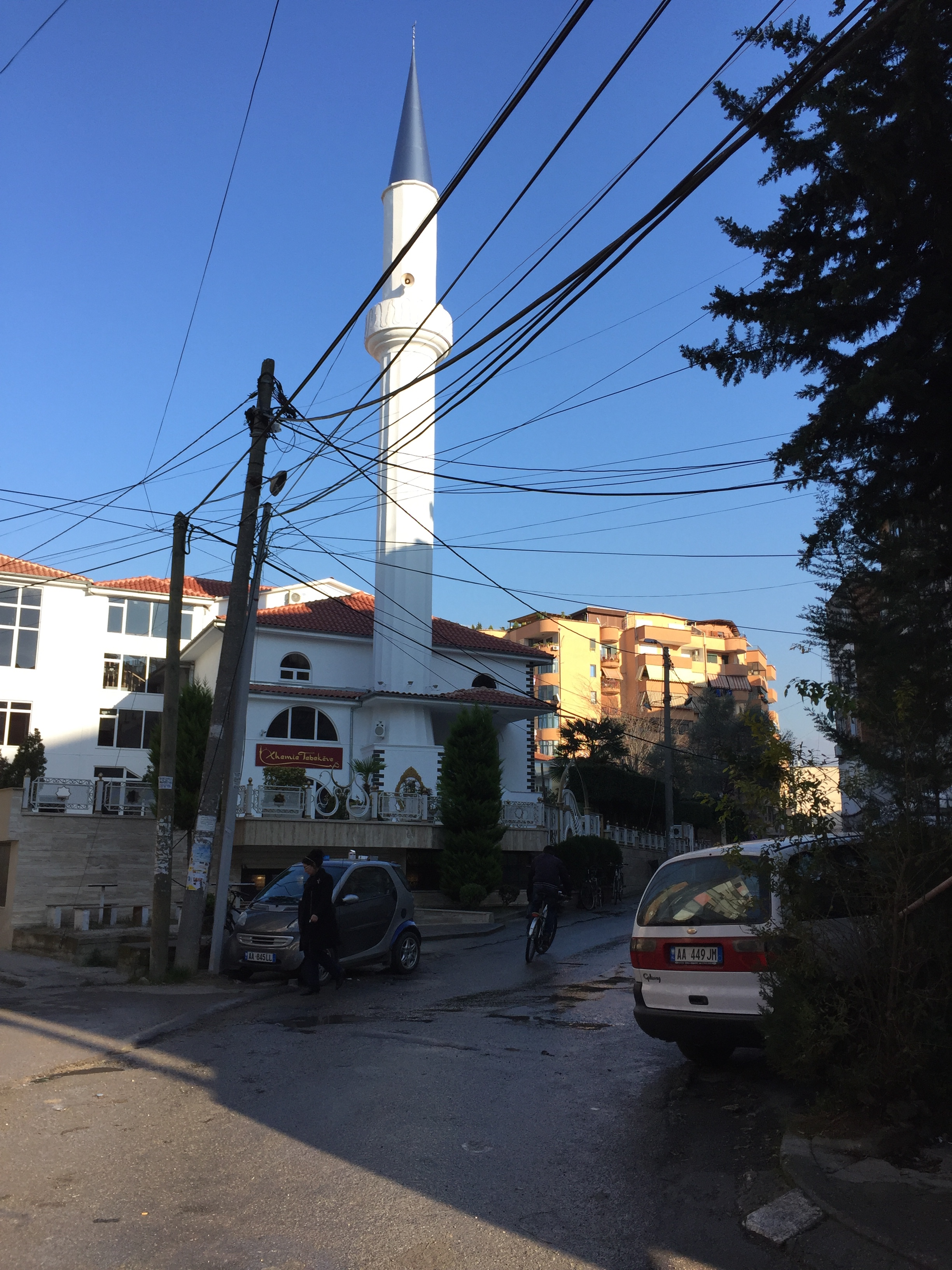
Renovierte Moschee im Jahr 2015

Die Tabakëve-Moschee (albanisch Xhamia e Tabakëve; deutsch Gerber-Moschee) ist eine Moschee in der albanischen Hauptstadt Tirana. Sie ist eines der bedeutendsten historischen Bauwerke der Hauptstadt. Die Moschee steht unweit des Stadtflusses Lana etwa 115 Meter von der osmanischen Steinbogenbrücke Ura e Tabakëve entfernt im Stadtteil Ali Demi. Benannt ist sie nach dem ehemaligen Gerber-Viertel Tabakëve, einem ehemaligen Handwerker- und Händler-Quartier südöstlich des Skanderbeg-Platzes am damals noch wenig bewohnten südlichen Ufer der Lana. Elvis Naçi ist Vorsteher und Imam der Tabakëve-Moschee.
Die Tabakëve-Moschee wurde um das 18. Jahrhundert errichtet. An der südwestlichen Ecke des Gebäudes steht das Minarett.
Am 16. Oktober 1927 schlug während eines Gewitters ins Hauptgebäude ein Blitz ein, woraufhin ein Soldat starb und elf weitere Menschen verletzt wurden. Danach wurde die Moschee wieder aufgebaut und 1933 wiedereröffnet. Unter dem kommunistischen Regime wurde die Mosche 1976 geschlossen und zu einem Lagerraum umfunktioniert. Nach der demokratischen Wende 1990 wurde sie dann wiedereröffnet, später das Minarett wiedererrichtet.
Neben der Gerbermoschee in Tirana befand sich bis zu ihrer Zerstörung im Kommunismus auch eine Tabakëve-Moschee in Vlora.